# Alternate (Unternehmen)
Die Alternate GmbH (Eigenschreibweise ALTERNATE, bis 2015 Alternate Computerversand GmbH) ist ein E-Commerce-Unternehmen mit Sitz im hessischen Linden, das seine Produkte hauptsächlich über einen eigenen Internetshop vertreibt. Das im Februar 1992 gegründete Unternehmen ist ein Tochterunternehmen der SHIFT IT Management GmbH & Co. KG Holding. Es gibt eigenständige Niederlassungen in den Niederlanden und in Belgien. Alternate unterhält im E-Sport den Clan Alternate Attax.

## Geschichte
Das Unternehmen wurde am 3. Februar 1992 in Gießen gegründet. Alternate entstand als Ableger des zwei Jahre zuvor gegründeten Unternehmens Wave Computersysteme GmbH. Das Kerngeschäft waren zu Beginn Atari- und Commodore-Rechner samt Zubehör. Bestellannahmen liefen über Telefon und Fax, inseriert wurde u. a. über Computerzeitschriften. Wave konzentrierte sich fortan auf Wiederverkäufer, Alternate auf den Privatkundenmarkt. 
1996 siedelte das Unternehmen von Gießen in einen Neubau ins benachbarte Linden um. Am 15. Oktober 1997 startete der Online-Webshop. Im Jahr 2000 wurden in Linden ein circa 3.500 Quadratmeter großes Logistikzentrum sowie der Computer-Shop eröffnet. 2004 wurde das Logistikzentrum in Linden erweitert. Nach der Übernahme eines HiFi- und Heimkinofachhändlers in Gießen 2002 eröffnete Alternate 2004 parallel einen eigenständigen TV- und Audio-Shop in Linden. 2013 wurde das Gießener Fachgeschäft geschlossen und in den TV- und Audio-Shop in Linden integriert. Der TV- und Audio-Shop wurde 2018 in den Computer Shop aufgenommen. 2006 erwarb Alternate in Linden einen benachbarten Sportpark, modernisierte ihn, und führte ihn unter dem Namen „Alternate Sportpark“ weiter. Im Geschäftsjahr 2013/2014 wurde der Sportpark aus der Holding ausgegliedert. 2008 errichtete das Unternehmen in Linden sein zweites Logistikzentrum und vergrößerte seinen IT-Shop auf 700 Quadratmeter. 2010 übernahm Alternate Avitos, einen ebenfalls in Linden ansässigen Online-Versandhandel für IT-Produkte, der 2005 in unmittelbarer Nähe zu Alternate ein Ladengeschäft eröffnet hatte. 2012 eröffnete Alternate einen Haus- und Gartenshop in Linden und erweiterte sein Produktportfolio. 2014 erwarb das Unternehmen eine Lagerhalle in einer Nachbargemeinde.
2016 erwirtschaftete Alternate einen Jahresumsatz von 432,3 Millionen Euro. Laut Statista war Alternate damit der zehntgrößte Onlineshop in Deutschland. Im Jahr 2018 erwirtschaftete die Alternate-Gruppe inkl. Tochterunternehmen einen Jahresumsatz von 712,3 Millionen Euro. Dabei entfiel auf die Alternate GmbH ein Umsatz von 488,5 Millionen Euro.
Im Januar 2021 stellte das Unternehmen in Linden sein viertes Logistikzentrum fertig. Damit gehören in Deutschland vier Zentrallager mit einer Gesamtfläche von über 56.000 Quadratmetern zu Wave/Alternate. Alternate betreibt Webshops in Deutschland, den Niederlanden, Belgien, Österreich, Spanien, Polen, Frankreich, Dänemark, Italien und der Schweiz. Der Webshop für das Vereinigte Königreich wurde nach dem Ende der Brexit-Übergangsphase am 31. Dezember 2020 geschlossen (Stand Februar 2021).
1998 wurde eine Niederlassung in Ridderkerk in den Niederlanden eröffnet, die ein Logistikzentrum sowie einen Retail-Shop beinhalteten. Die niederländische Niederlassung expandierte 2005 mit einem Neubau von 5.600 m² Nutzfläche. Weitere Niederlassungen wurden 2007 in Belgien (Aartselaar) und in Österreich (Wien) eröffnet. Die österreichische Niederlassung wurde 2011 wieder geschlossen. Im Zuge der weltweiten Rezession schloss das Unternehmen im gleichen Jahr seine seit 2001 in Madrid ansässige spanische Landesgesellschaft. 2016 wurde im niederländischen Tholen ein neues Distributionszentrum errichtet. 2019 siedelte die holländische Zentrale von Ridderkerk ins 60 km entfernte Tholen um. An den holländischen Standorten sind ca. 160 Mitarbeiter beschäftigt.

## Konzernstruktur
Alternate ist mit dem Großhändler Wave Distribution  eine Tochter des SHIFT IT Konzerns.
Am Firmensitz Linden werden mehrere Geschäfte betrieben, Store 1 für Computer, Hardware und Unterhaltungselektronik, Store 2 für Grills und Haushaltsgeräte, eine Servicetheke, die technische Hilfestellung anbietet, sowie ein Standort als Dienstleister für Apple-Produkte („Autorisierter Apple-Service-Provider“). Alternate ist zum größten Teil ein Versandhandel und vertreibt 90 % seiner Produkte über das Internet, 10 % im stationären Handel in der Region.
Das mittelständische Unternehmen ist mit ca. 850 Mitarbeitern einer der größten Arbeitgeber der Region.
Das Sortiment umfasst ca. 85.000 Produkte (Stand: Januar 2021) aus den Bereichen IT (inkl. Build-to-Order-Computer), Unterhaltungselektronik, Haushalt, Garten, Outdoor, Werkzeug, Spielzeug, Grills und E-Bikes.

## E-Sport
2003 nahm Alternate laut eigener Pressemitteilung als erstes deutsches Unternehmen ein eigenes E-Sport-Werksteam, Alternate Attax, unter Vertrag.